# Albert Hanan Kaminski
Pour les articles homonymes, voir Kaminsky.
Hanan (Albert) Kaminsky est un réalisateur de dessins animés israélien né le 28 août 1950 à Uccle (Bruxelles) en Belgique. Il dirige le studio Cinemon à Budapest (Hongrie) où sont produites de nombreuses coproductions franco-israéliennes.

## Biographie
Hanan Kaminsky est né en 1950 à Uccle (Belgique), dans une famille juive. Il vit à Tel Aviv, mais a conservé un domicile à Uccle.
À vingt ans, il émigre seul en Israël, dans le but de devenir agriculteur dans un kibboutz. Mais Hanan Kaminsky s'oriente plutôt vers des études à l'École des beaux-arts Bezalel à Jérusalem.
Après l'obtention de son diplôme, Kaminsky réalise des courts métrages d'animation pour enfants à la télévision israélienne.
Il devient directeur d'un studio à Budapest en Hongrie (Cinemon). 
De 1991 à 1995, il réalise son premier long métrage d'animation Le monde est un grand Chelm (également titré Aaron et le livre des merveilles), coproduction franco-germano-israélo-hongroise qui s'inspire des contes de l'écrivain juif Isaac Bashevis Singer. La musique est composée par Michel Legrand.
Il collabore notamment à Babar, roi des éléphants (1999) et à la version de 2004 de Heidi (à ne pas confondre avec la série japonaise de 1974 Heidi réalisée par Isao Takahata).
En 2017, il termine la réalisation du long métrage israélien La légende du roi Salomon (he), modeste coproduction israélo-hongroise qui n'est pas sortie dans les salles françaises.
En 2020, Hanan Kaminski reçoit un budget de 650 000 € pour réaliser la série d’animation pédagogique d’un format de dix épisodes de 3 min 30 s Les Voyages d’Ismaël (titré en anglais Lina's World) créée par l'ancien policier devenu dramaturge Ismaël Saidi et destinée à la plateforme éducative de France Télévisions. Cette coproduction franco-hongroise abordera notamment les origines de l'islam, du christianisme et du judaïsme, la place des femmes dans l'islam, les relations interreligieuses et la question de la violence dans les religions monothéistes,.

### Enseignement
Hanan Kaminsky a fondé en 1996 le Département d'animation à l'École des beaux-arts Bezalel à Jérusalem. Il est également professeur agrégé au Holon Institute of Technology (en) (HIT) et au Département de cinéma de l'Université de Tel Aviv.